# Христо Тасев
Вижте пояснителната страница за други личности с името Тасев.
Христо Тасев, известен като Църнио или книжовно Черния, е български революционер, войвода на Вътрешната македоно-одринска революционна организация.

## Биография
Роден е в прилепското село Вогяни. Влиза във ВМОРО и става нелегален четник при околийския войвода Велко Марков. Оцелява в сражението при Ракитница на 10 юни 1902 година, в което загива войводата Марков. По време на Илинденско-Преображенското въстание през лятото на 1903 година е войвода на шестия отряд с въстаници от Вогяни и Бела църква, който защитава прохода Павлева чешма край Крушево.